# Nathan Leyder
Nathan Frédéric M. Leyder (Namen, 14 april 1997) is een Belgisch voormalig profvoetballer die als verdediger speelde. Leyder kwam niet verder dan één wedstrijd in het betaald voetbal, voor de beloften van AFC Ajax. Tegenwoordig speelt Leyder op amateurniveau in België.

## Carrière
Leyder speelde in de jeugd van Excelsior Moeskroen, KV Kortrijk, Club Brugge, SV Zulte Waregem en AFC Ajax. Gedurende deze tijd werd hij regelmatig geselecteerd voor Belgische nationale jeugdelftallen. Hij werd in het seizoen 2016/17 opgenomen in de selectie van Jong Ajax. Daarvoor debuteerde hij op 21 april 2017 in de Eerste divisie, in een met 2-0 gewonnen wedstrijd thuis tegen Helmond Sport. Hij kwam in de 89e minuut in het veld voor Carel Eiting. Medio 2017 werd zijn contract ontbonden en ging hij verder bij de amateurs van KFC Vigor Wuitens Hamme, waar hij een half seizoen speelde. Na anderhalf jaar bij Royal Entente Acren Lessines speelt hij nu voor White Star Lauwe.

## Clubstatistieken
| Seizoen                    | Club           | Competitie     | Competitie | Competitie | Beker | Beker | Totaal | Totaal |
| Seizoen                    | Club           | Competitie     | Wed.       | Dlp.       | Wed.  | Dlp.  | Wed.   | Dlp.   |
| -------------------------- | -------------- | -------------- | ---------- | ---------- | ----- | ----- | ------ | ------ |
| 2016/17                    | Jong Ajax      | Eerste divisie | 1          | 0          | –     | –     | 1      | 0      |
| Carrièretotaal             | Carrièretotaal | Carrièretotaal | 1          | 0          | 0     | 0     | 1      | 0      |
| Bijgewerkt op 10 juli 2021 |                |                |            |            |       |       |        |        |